# Pere Gussinyé i Gironella

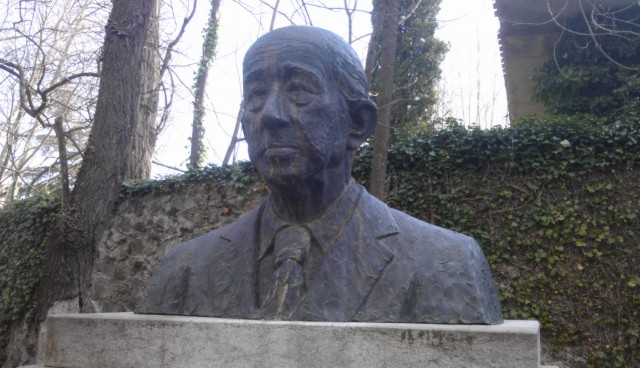
Büste von Pere Gussinyé im Parc Nou von Olot von Joan Ferrés i Curós

Pere Gussinyé i Gironella, oft kurz auch Pere Gussinyé genannt, (* 1890 in Olot; † 1980 in Olot) war  ein impressionistischer katalanischer Landschafts- und Porträtmaler, der in der Tradition der Schule von Olot stand.
Seine Ausbildung als Maler erhielt Gussinyé bei Josep Berga i Boix sowie in Barcelona an der Academia Mallol und im Künstlerkreis Cercle Artístic de Sant Lluc. Er hat an zahlreichen Ausstellungen in den katalanischen Ländern und Spanien sowie an Gruppenausstellungen in Südamerika teilgenommen. Seine Malerei ist beeinflusst vom Impressionismus. Gussinyé hat die Vorkriegsmalerei der Altmeister der Schule von Olot wie Berga i Boix erlebt. Gussinyé hatte eine tiefe Kenntnis der Malerschule von Olot, die er selbst nie besucht hatte. Er hat den Niedergang und die Unterdrückung von Kunst und Kultur in und nach dem Spanischen Bürgerkrieg durchlebt. Trotz allem strahlt sein gesamtes Werk (auch speziell sein Spätwerk) eine nonkonformistische Jugendlichkeit und Spritzigkeit aus.
Gussinyé wird in seinem Werk als derjenige Maler gesehen, der eine Synthese von einem Jahrhundert Malerei in Olot repräsentiert. Aus diesem Grunde hat ihm die Stadt Olot 1982 mit der Bronze-Skulptur Pere Gussinyé von Joan Ferrés i Curós ein Denkmal gesetzt. Gussinyé hat durch einen grundehrlichen, vor sich selbst verantworteten Lokalismus künstlerische Universalität erreicht. In seiner lokalen Kunst öffnet er die universelle Dimension jeder hervorragenden Kunst. Gussinyé entwickelte die Landschaftsmalerei von Olot zu seiner Schaffenszeit kreativ weiter. Er brachte in seiner Porträtmalerei die menschliche Figur künstlerisch genauso auf den Punkt wie die Landschaft um Olot in seinem ureigenen Sujet.